# Марунниця
Марунниця (Leucanthemopsis) — рід квіткових рослини із родини айстрових. 

## Поширення
Рід поширений у Марокко і Європі.

## Морфологічна характеристика
Це завжди багаторічні трав'янисті рослини, які переважно тримаються низько; рідко досягають висоти зростання понад 20 сантиметрів. Надземні частини рослини голі або волосисті. Листя легко перисті. Чашоподібні суцвіття містять білі чи жовті жіночі променеві квіточки і жовті трубчасті двостатеві квіточки. Плоди — сім'янки.

## Види
- Leucanthemopsis alpina (L.) Heywood
- Leucanthemopsis boissieri Pedrol
- Leucanthemopsis flaveola (Hoffmanns. & Link) Heywood
- Leucanthemopsis heywoodii Pedrol
- Leucanthemopsis longipectinata (Pau ex Font Quer) Heywood
- Leucanthemopsis pallida (Mill.) Heywood
- Leucanthemopsis pectinata (L.) G.López & C.E.Jarvis
- Leucanthemopsis pulverulenta (Lag.) Heywood